# 孟建柱
孟建柱（1947年7月28日—），江苏省吴县（今苏州市）人，中国共产党、中华人民共和国政治人物，原副国级领导人，高级经济师职称、总警监警衔。1971年6月加入中国共产党，是中共第15届中央候补委员、第16至18届中央委员，第18届中央政治局委员。曾任中共上海市川沙、嘉定县委书记，上海市农村工作党委书记，上海市人民政府副秘书长、副市长，中共上海市委专职副书记，中共江西省委书记、江西省人大常委会主任，国务委员兼公安部部长，中共中央政治局委员、中共中央政法委员会书记、中央社会治安综合治理委员会主任。

## 生平

### 上海市基层工作
1968年，孟建柱作为“知识青年”中的一员来到上海长江口长兴岛的国营农场——前卫农场工作。从供销运输站的一名拖拉机手做起，先后历任供销运输站团支部书记、船队副队长、站副指导员，运输连党支部书记、农场党委委员、政宣组组长。“文革”结束后，孟建柱担任了“前卫农场”的党委副书记兼清查主任；1981年，出任农场场长。
在国营农场工作近二十年的孟建柱，在1986年获得机会，出任中共上海市川沙县县委书记，时年39岁。1990年，转任上海另一郊县——嘉定县的县委书记。其才干逐渐受到江泽民、朱镕基等上海市委、市政府领导的注意和赏识。

### 上海市党政领导
1991年，孟建柱进入上海市市级领导机关，出任上海市农委书记。1992年，被提拔为上海市人民政府副秘书长。1993年，升任上海市副市长，分管农业工作。因还曾兼任上海市经济体制改革委员会主任，在任内主管“菜篮子工程”，而被上海市民称为“菜市长”。1996年，先后升任中共上海市委常委、副书记，成为时任市委书记黄菊的副手。在一年后的中共十五大上，他当选为中央候补委员。

### 江西省委书记
2001年4月，中共中央宣布，任命孟建柱为中共江西省委书记。尽管成为主政一方的负责官员，但这次任命却被外界认为是他与陈良宇竞争上海市长落败，而“被迫”离开的结果。一个月后，又兼任起江西省人大常委会主任。在中共十六大上，他当选为中央委员。

### 公安部部长
2007年10月29日，孟建柱被任命为公安部第十二任部长，授总警监警衔。此外，还陆续兼任中共中央政法委副书记、中央综治委副主任、武警部队第一政治委員、国家反恐怖工作协调小组组长等职。2008年3月，在第十一届全国人大一次会议上，晋升国务委员，进入党和国家领导人行列，并继续担任公安部部長兼武警部队第一政委，至此孟建柱成为当时政法委系统内部仅次于周永康的二号人物。孟建柱在公安部长任内主导调查了2011年发生在泰国清莱府的湄公河惨案。2012年12月28日，第十一届全国人大常委会第三十次会议经过表决决定，免去孟建柱兼任的公安部部长职务。

### 中央政法委书记
2012年11月15日，在中共十八届一中全會上，孟建柱当选中共中央政治局委员；11月19日，接替退休的周永康，出任中央政法委书记。
2013年1月7日上午，在全国政法工作会议上宣布，中央已研究，报请全国人民代表大会常务委员会批准后，年内停止使用劳动教养制度。此后多个省份陆续有废除劳动教养制度方面的动作，劳动教养制度实际于同年12月28日被全国人大常委会完全废除。
2016年10月，中共十八大以来中国政法领域改革的系统总结、1.5万余字的《中国司法领域人权保障的新进展 （页面存档备份，存于）》白皮书发布，被“看作是对周永康时代中国政法体系的一次系统性拨乱反正的书面总结”，也是孟建柱主导的政法系统改革的成果总结。
2017年10月25日，70岁的孟建柱在中共十九届一中全会后卸任中共中央政治局委员，并在6天后卸任中央政法委书记一职退休，由时任中国公安部部长郭声琨接任。

## 家庭
- 妻子：蒋琪芳（1947年6月－）：曾任上海有线电视台副台长、党委副书记。2001年升任上海文化广播影视集团党委副书记[6][7]。两人婚后无子女[8]。

## 影视形象
- 《湄公河大案》（2014年央视电视剧）- 由施京明饰演
- 《湄公河行动》（2016年电影）- 由陈宝国饰演